# Brunkebergstorg
| Vy mot norr, Televerkets hus i fonden, maj 1967 |  | Vy mot norr, Riksbankshuset i fonden, augusti 2020. |
| Vy mot norr, Televerkets hus i fonden, maj 1967 |  | Vy mot norr, Riksbankshuset i fonden, augusti 2020. |

Brunkebergstorg är ett torg i stadsdelen Norrmalm i Stockholms innerstad. Torget kantades på 1800-talet av fashionabla bostäder, men kom i början av 1900-talet att kontoriseras och utgöra ett av Norrmalms kommersiella centrum. Under citysaneringen av Klarakvarteren på 1960-talet revs nästan allt av den äldre bebyggelsen runt torget. Idag domineras torget av finansiella institutioner så som Riksbankshuset.

## Historia

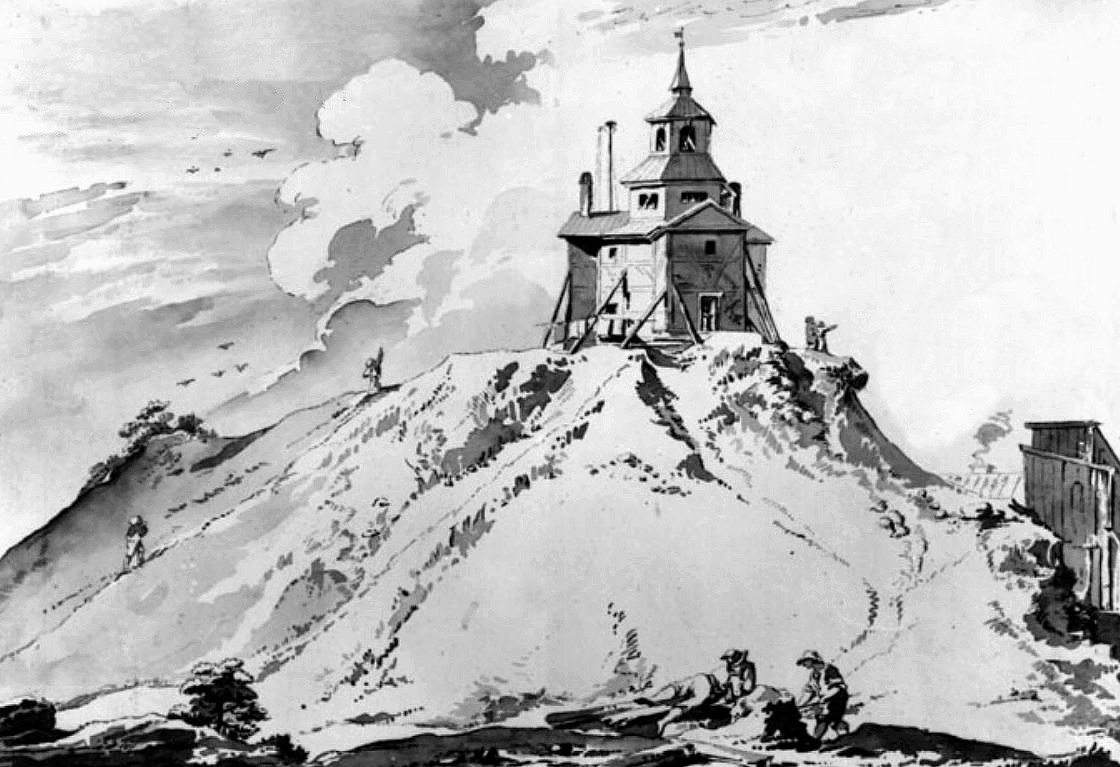
Brunkebergsåsens vårdtorn enligt Jean Erik Rehn 1760.

Rullstensåsen Brunkeberg delade effektivt länge den norra malmen i två delar. Innan stadsregleringen löpte på sidorna om Brunkebergsåsen de båda Sträckegatorna, landsvägarna mot norr, genom Norra förstaden. Anders Torstenssons stadsplan från 1637 föreskrev ett rätvinkligt rutnät kring åsens sidor. Malmskillnadsgatan lades ut på åsens krön men de branta sluttningarna mot krönet utgjorde länge ett problem för planen. Marknivån kring nuvarande Brunkebergstorg låg hela 19 meter högre än dagens nivå, och på grund av det strategiska läget uppfördes vid samma tid Brunkebergsåsens vårdtorn med väktare, som höll utkik efter bränder i den norra förstaden.
Husen på ömse sidor om sluttningen vände sina långsidor mot Drottninggatan och Norra Smedjegatan, och innanför dessa trängdes ekonomibyggnaderna på de branta tomterna i åssluttningen. Man fortsatte dock att schakta i åsen under de kommande århundradena och gradvis frigjordes nya tomter för bebyggelse.

### 1800-tal

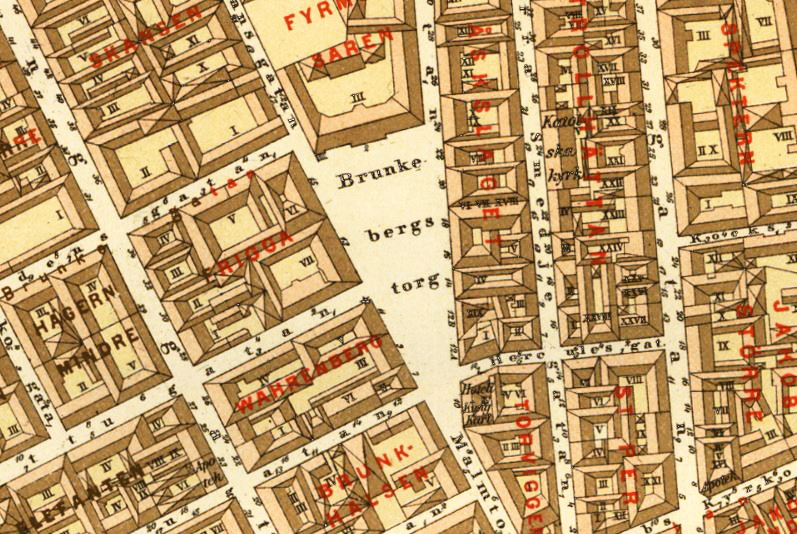
Brunkebergstorg 1885

År 1803 utlades den öppna platsen uppe på åsen som skulle komma att bli Brunkebergstorg. Torget var då, liksom nu, trekantigt till sin form i mötet mellan Malmskillnadsgatan på den östra sidan och Beridarebansgatan på den västra. Platsen stenbelades 1807 och under 1800-talets första halva fylldes torgets sidor med påkostade stenhus av några av landets främsta arkitekter; 1822 uppförde nipperhandlare Folcker ett litet empirehus, som troligen ritats av Fredrik Blom, på torgets östra sida. Det följdes 1833 av det Dybeckska huset; Ett fyra våningar högt hus ritat av stadsarkitekten Axel Nyström för brukspatronen Dybeck på torgets västra sida. Samme Nyström ritade även det förnäma, fem våningar höga Brunkebergs hotell som upptog hela den norra sidan. Hotellet innehöll luxuösa våningar och uppfördes av ett konsortium bestående av medlemmar ur stadens plutokrati. 
Ytterligare ett hotell följde 1844 på den västra sidan då Hotel de la Croix slog upp portarna i ett hus ritat av Fredrik Blom. Innan decenniet var slut hade sidenhandlaren Folcker hunnit resa stadens modernaste bostadshus bredvid familjens gamla. Detta nya Folckerska huset hade ritats av Georg Theodor Chiewitz och innehöll butiker och bostäder. Stockholms första vattenledning försåg de boende med vatten, medan borgerskapet i bottenplan kunde promenera i en glastäckt butikspassage av parisiskt slag. Ännu ett förstklassigt hotell, med namnet Kung Karl, uppfördes vid torgets södra del efter Johan Fredrik Åboms ritningar.

Den så kallade Brunkebergspumpen (ritad av Erik Palmstedt 1778) flyttades från sin plats på Stortorget i Gamla Stan, där den sinat, till Brunkebergstorg 1857. Där stod den till 1953 då den flyttades tillbaka till Stortorget i Gamla stan där den står än idag.

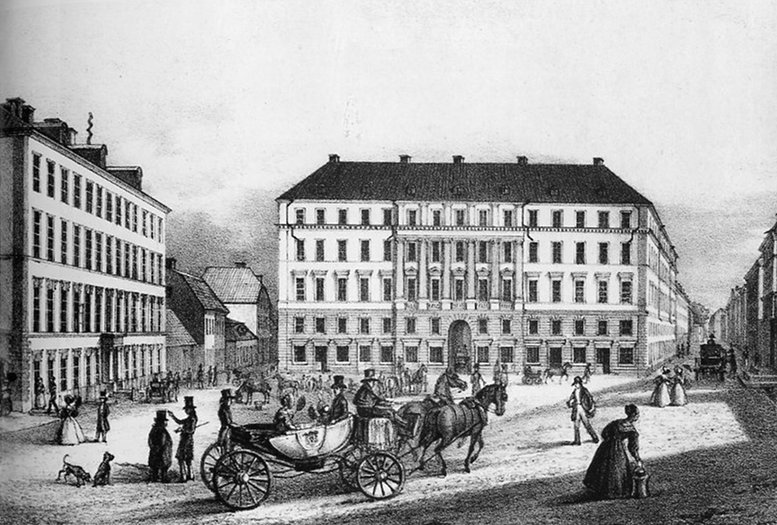
Brunkebergstorg med Brunkebergs hotell cirka 1840.
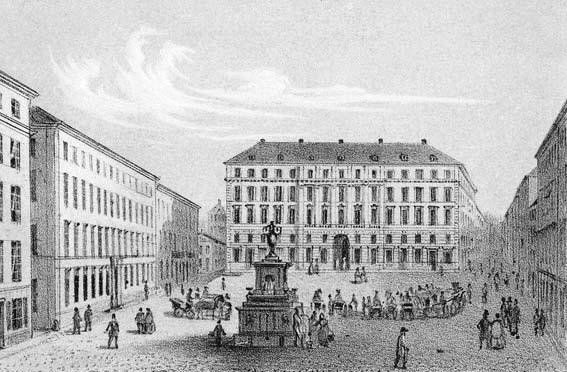
Brunkebergshotell 1858. Till vänster de la Coix och Dybeckska huset.
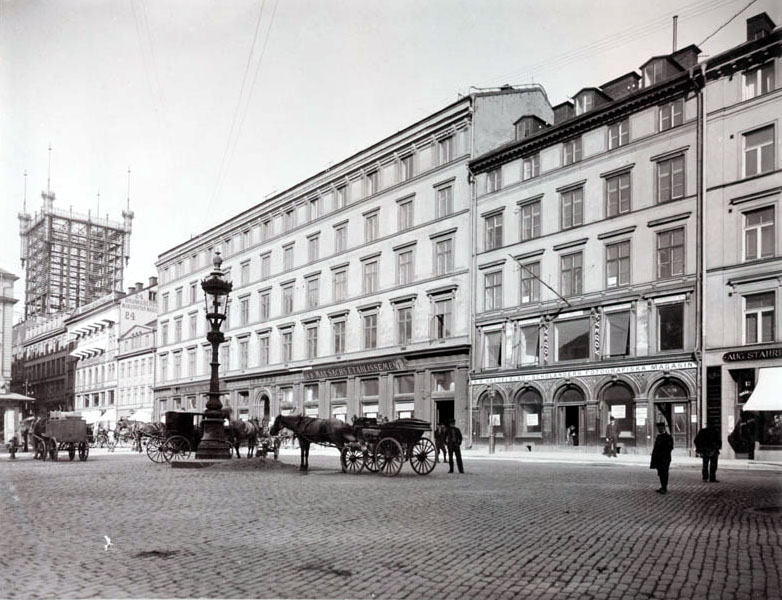
Torgets östra sida med de båda Folckerska husen och Sven Scholanders fotografiska magasin. I fonden Telefontornet (1906).
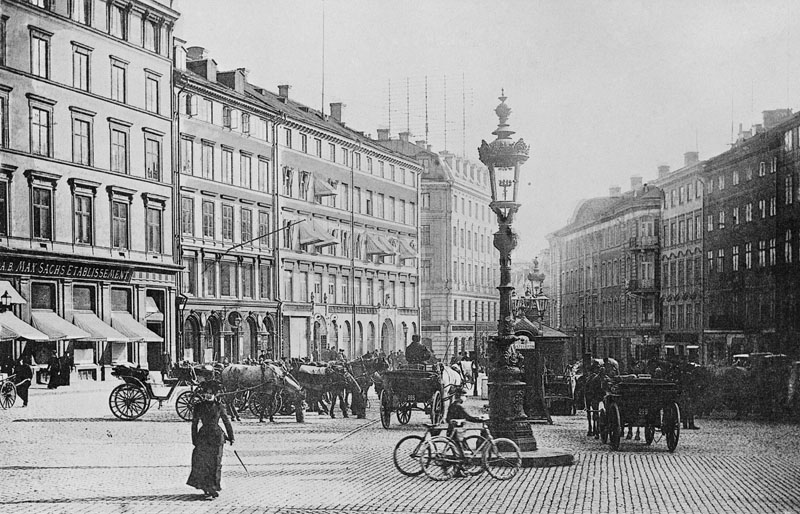
Torget mot söder med droskstationen (1900–1910).

### 1900–1960-tal

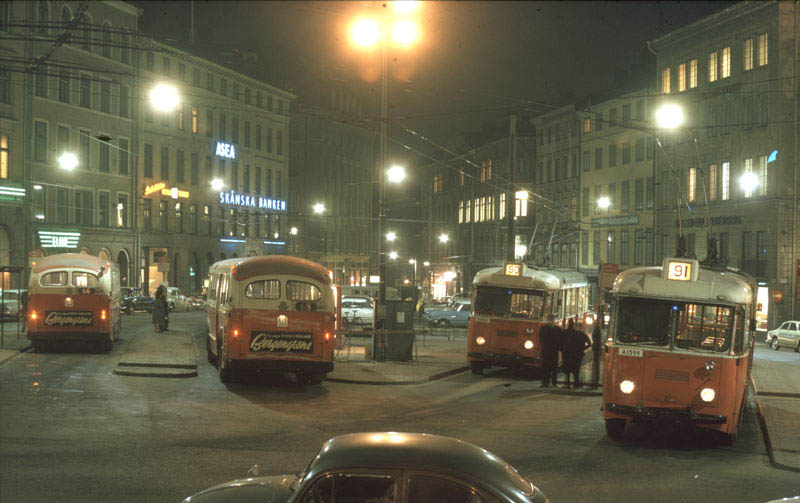
Bussar på torget 1964.

Under den andra halvan av 1800-talet hade nedre Norrmalm utgjort centrum för den fina världen, genom intellektuella och konstnärliga verksamheter, men även de mest eleganta butikerna. Gamla stan med sin närhet till hamn, börs och administration fungerade fortfarande som det finansiella centrumet, men detta kom att förändras i slutet av århundradet då även dessa funktioner försköts norrut, samtidigt som de fashionabla bostäderna flyttade österut. 
Först ut att bygga nya kontorspalats var försäkringsbolagen, och de följdes senare av bankerna och i och med detta kom området kring Brunkebergstorg kom att kontoriseras. Lifförsäkringsaktiebolaget Nordstiernan uppförde sitt röda tegelpalats 1898 på torgets södra sida i kvarteret Brunkhalsen 5. Folckerska huset byggdes om för Göteborgs Bank och försågs med en vacker övertäckt expeditionshall av Ernst Stenhammar. Gustaf Wickman ansvarade för den nya expeditionshallen i Brunkebergs hotell som då hyste försäkringsbolaget Victoria.. 
Under 1900-talets första årtionden fick torget en ansiktslyftning. Inför Telegrafstyrelsens inflyttning i Hotell Brunkeberg 1930 försågs byggnaden med en ny 1920-talsklassicistisk fasad, balustrad och krönta gripar. Det Folckerska huset byggdes om för Svenska Teknologföreningen, men skulle även fortsättningsvis till stor del rymma Göteborgs Bank. Hotell Kung Carl omdanades för Sveriges Industriförbund av Cyrillus Johansson, och längre ned vid Malmtorgsgatan uppfördes  Nordiska Handelsbankens palats. Skalan blev större, och 1930 byggdes Hantverksföreningens hus om till Hotell Gillet. Samtidigt gav Odeonteatern tillsammans med konstgalleriet Färg och Form platsen en kulturell anstrykning.. 
Platsen var livligt trafikerad. Redan från början hade droskkuskarna haft en station på torget, och snart hade en åkarstuga uppförts för kuskarna att värma sig i. Draghästarna ersattes i början av 1900-talet av droskbilar av märket Minerva. Arvet fördes vidare då Brunkebergstorg senare fungerade som utgångspunkt för flera busslinjer.

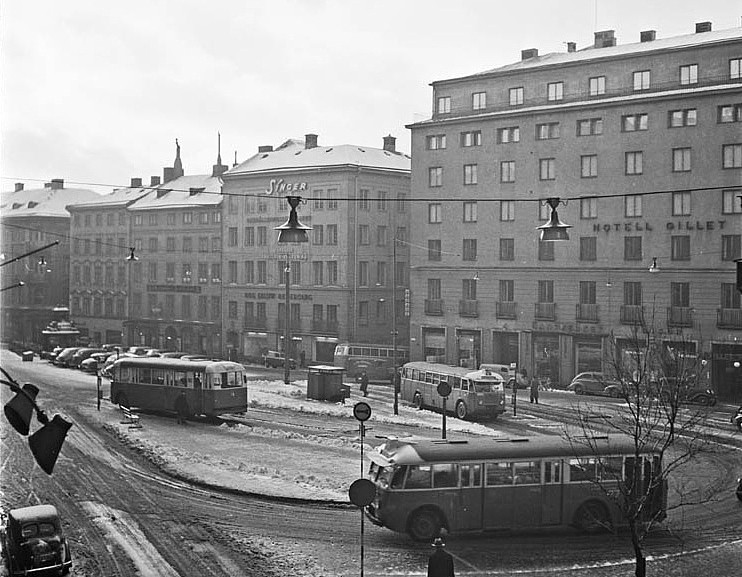
Hotel Gillet 1949.
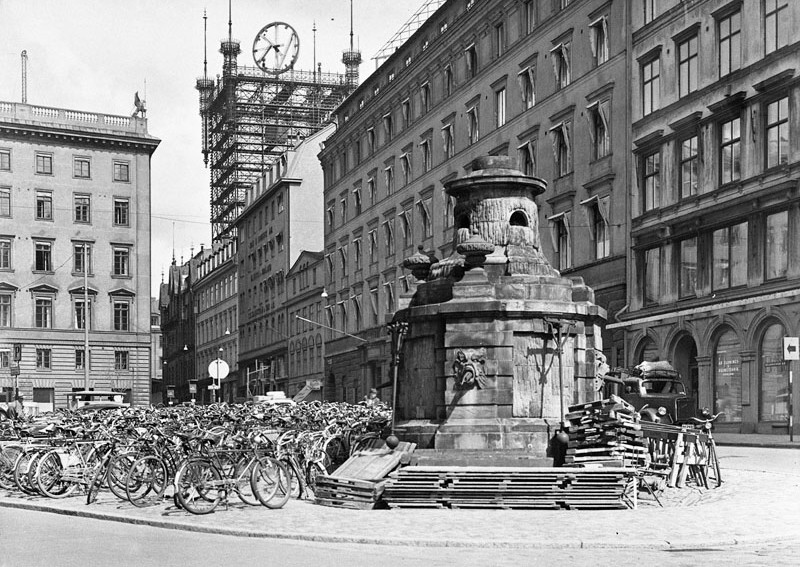
Stortorgsbrunnen 1950.
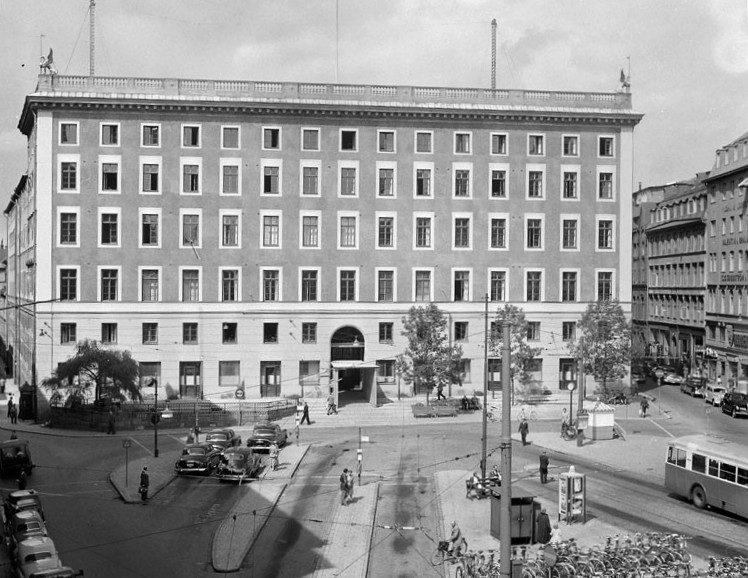
Telegrafstyrelsens hus 1953.
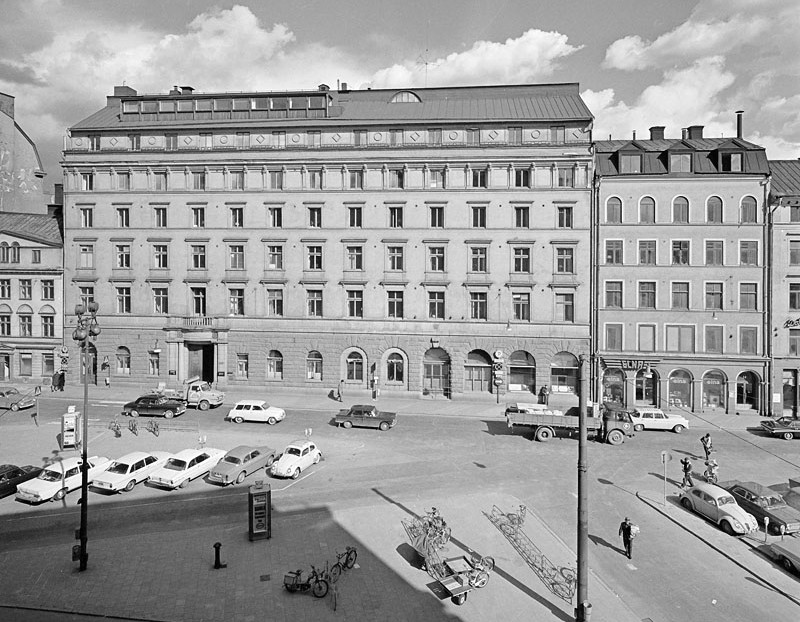
Folckerska huset 1967.

### Det nya Stockholms city
1960-talets Norrmalmsreglering i de gamla Klarakvarteren kom att nästan helt förändra torgets karaktär.
Den av Stockholms stad och Riksbanken anordnade arkitekttävlingen om ett nytt kulturhus och riksbankshus vanns av Peter Celsing. Tanken var att Riksbankens monumentala byggnad med höga kvaliteter längs torgets norra sida skulle slå an tonen för den nya bebyggelsen. Kvarteren runt torget revs och stod i många fall tomma i flera år i väntan på att intressenter skulle åtaga sig att resa en ny byggnad. Sparbankernas bank byggde sitt nya huvudkontor som upptog torgets hela östra sida med fastigheten Trollhättan 33. 
Även västra sidan förändrades med nya byggnader. Vid bygget av Klaratunneln jämnades hela kvarteret Wahrenberg med marken, och i Wahrenberg 10 uppfördes ett nytt polishus. Hotellet Sergel Plaza (som 2017 döptes om till Downtown Camper by Scandic) fick ersätta Gillet. Lifförsäkringsaktiebolaget Nordstjernans byggnad (Brunkhalsen 5) stod länge under rivningshot, men är idag den enda kvarvarande byggnaden kring torget från tiden före 1960-talet..

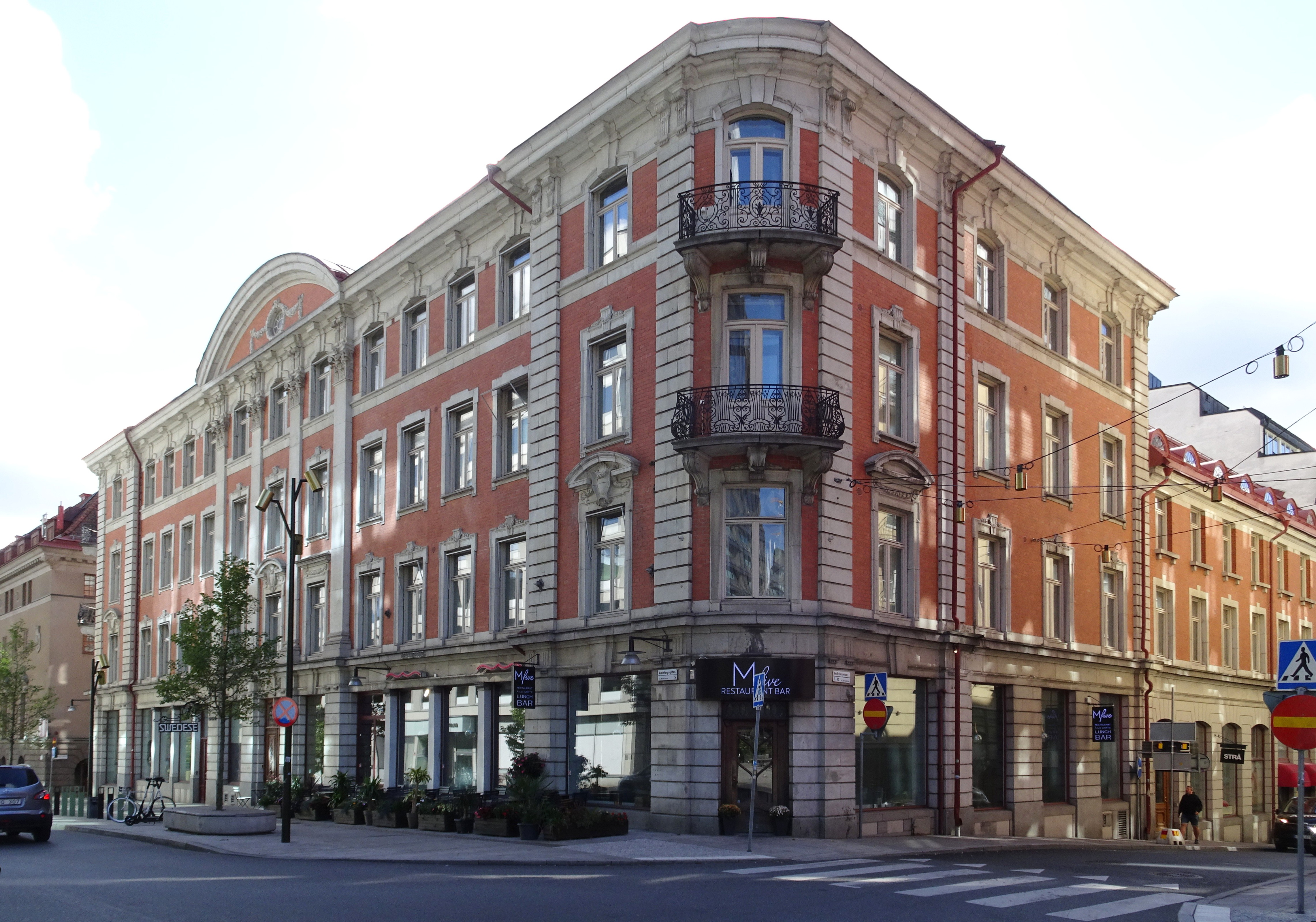
F.d. Lifförsäkringsaktiebolaget Nordstjernans byggnad, 2020.
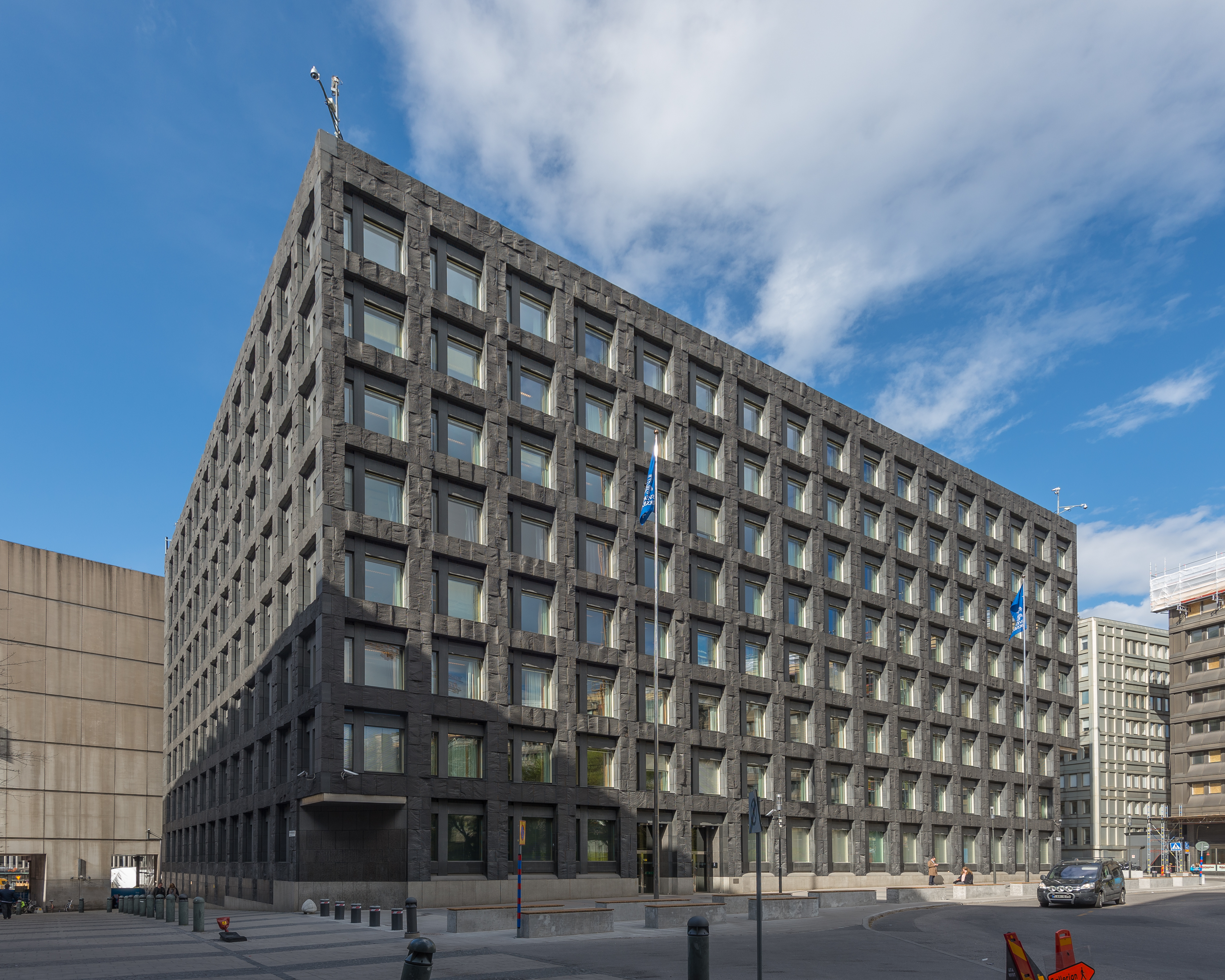
Riksbankens hus, 2015
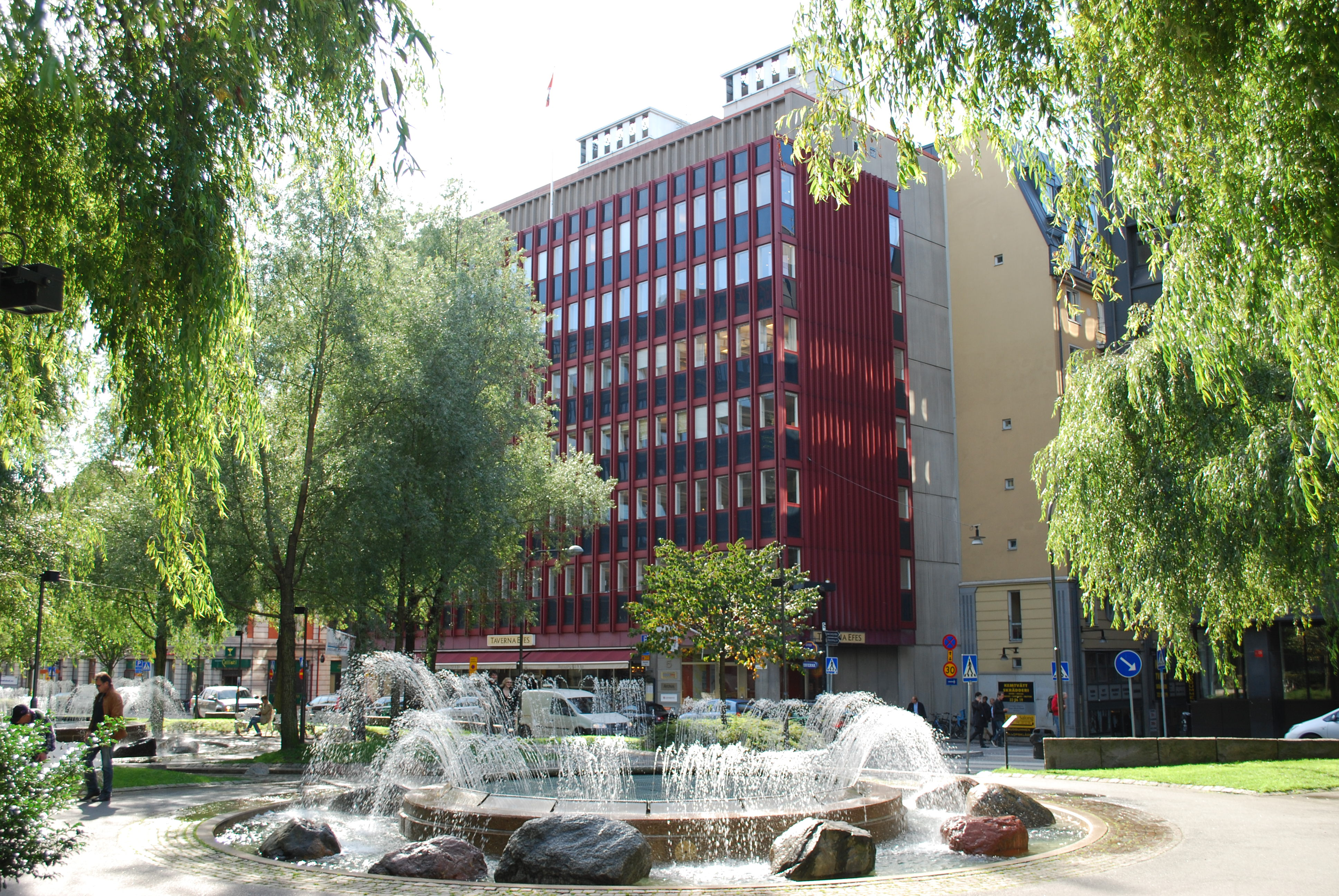
Wahrenberg 10, 2009
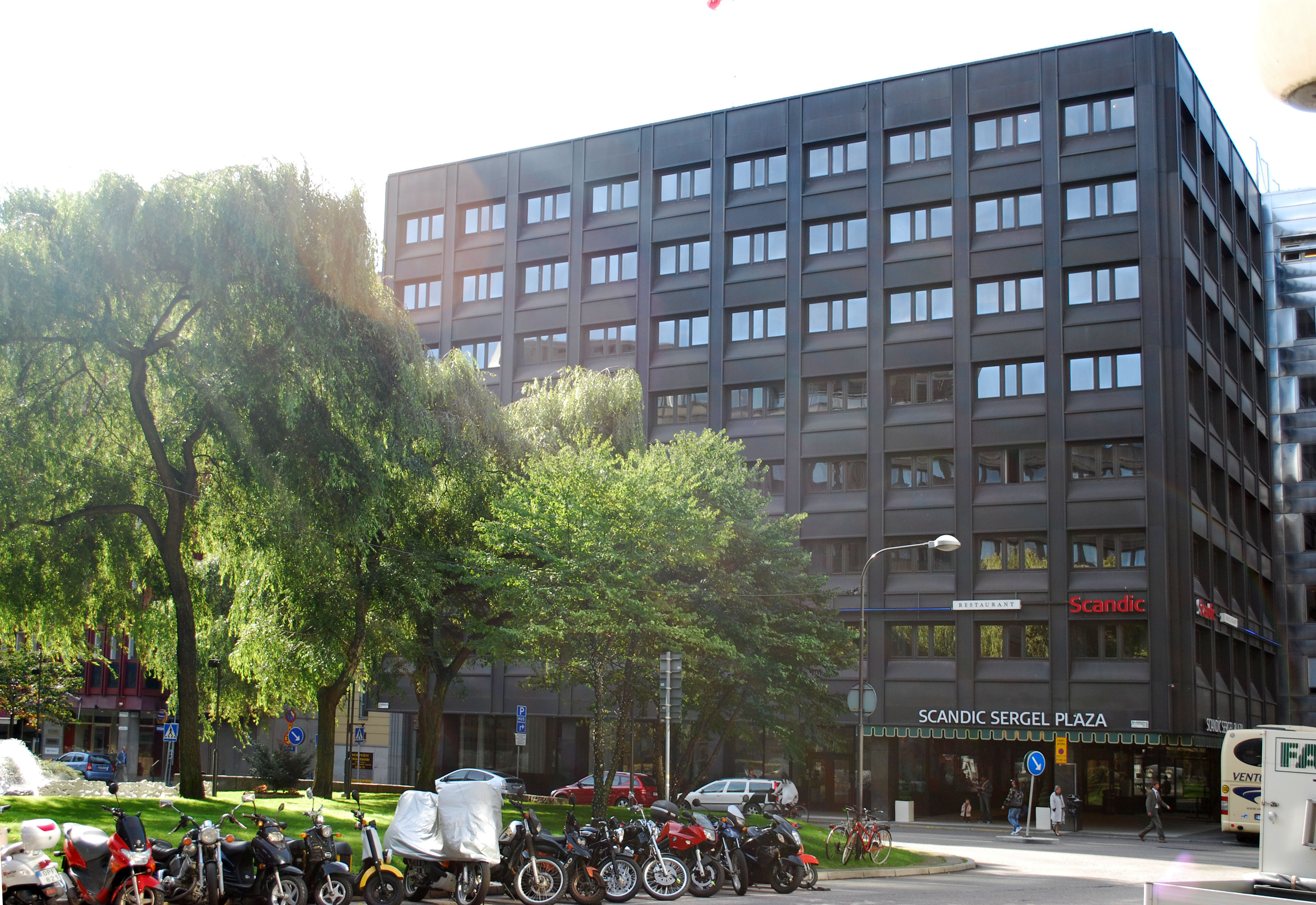
Sergel Plaza, 2009

### Ombyggnad av torget
År 2010 presenterade Stockholms stad en plan för ett nytt Brunkebergstorg. I samarbete med AMF Fastigheter och Stena Fastigheter rustade Stockholms stad upp Brunkebergstorg för att skapa en bättre mötesplats mitt i city. Projektet omfattar bland annat 100 nya bostäder, nya kulturlokaler och en uppfräschning av torget med plats för nya butiker och restauranger. För planerna stod arkitektkontoret Ahrbom & Partner, och förändringen var genomförd i augusti 2017 då det "nya torget" invigdes av borgarråden Daniel Helldén och Karin Wanngård. Arkitekt David Helldéns fontäner från 1960-talet finns inte kvar längre, de ersattes av ombyggda fontäner och de av japanska staten donerade körsbärsträden ersattes av nya planteringslådor med magnoliaträd. Skulpturen Gryning av Stefan Thorén, som smyckade torget sedan 2003, är inte heller kvar (sommaren 2020). Enligt Stockholm stad är "konstverket tillfälligt flyttat p.g.a. arbeten på Brunkebergstorg." Torget gestaltades av landskapsarkitekterna Åsa Drougge, Nivå landskapsarkitektur, och Kristina Menyes Nyman, Stockholms stad och belönades år 2017 med Stenpriset.

Torget före och efter ombyggnad
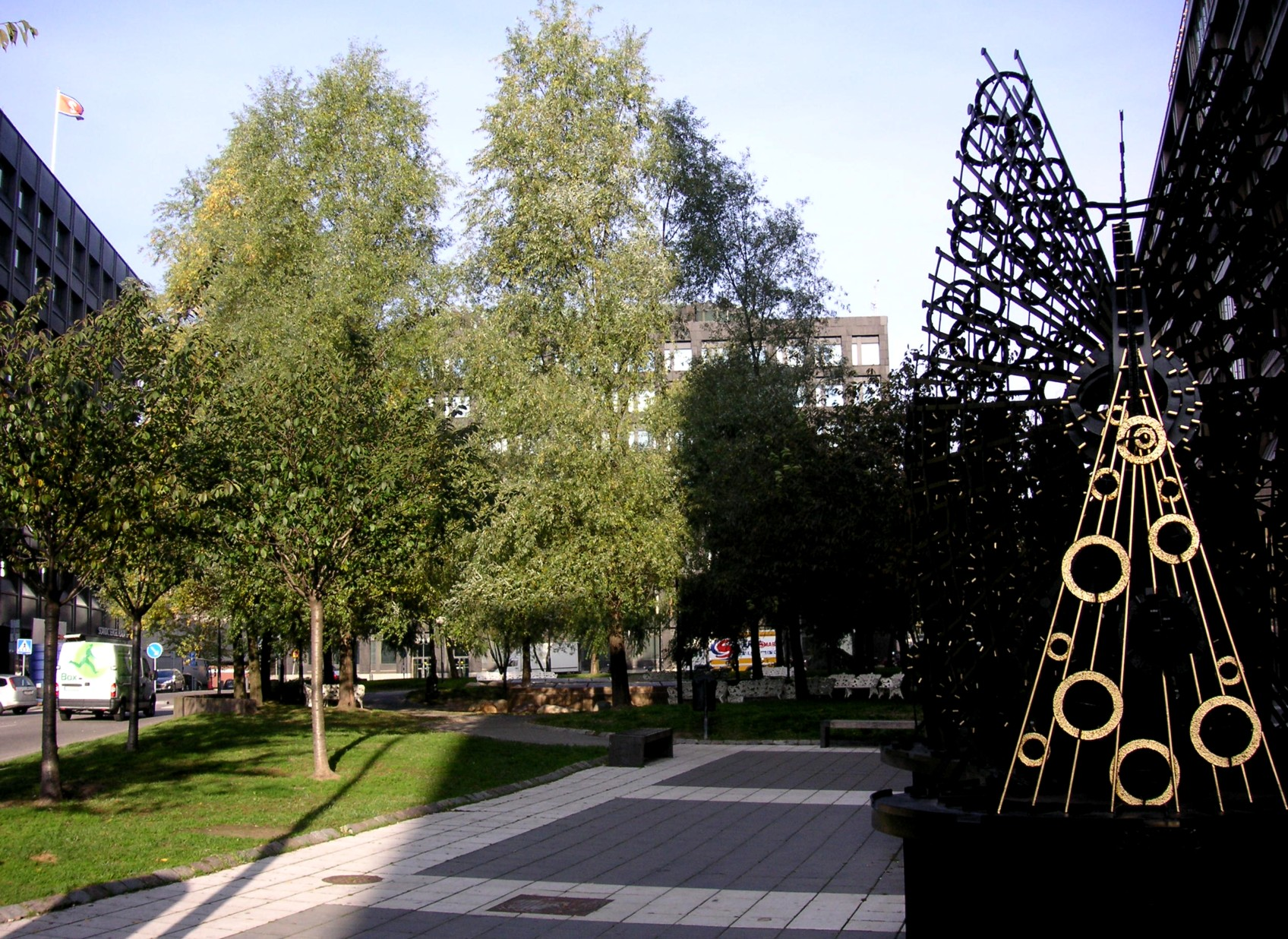
Brunkebergstorg mot norr, 2007
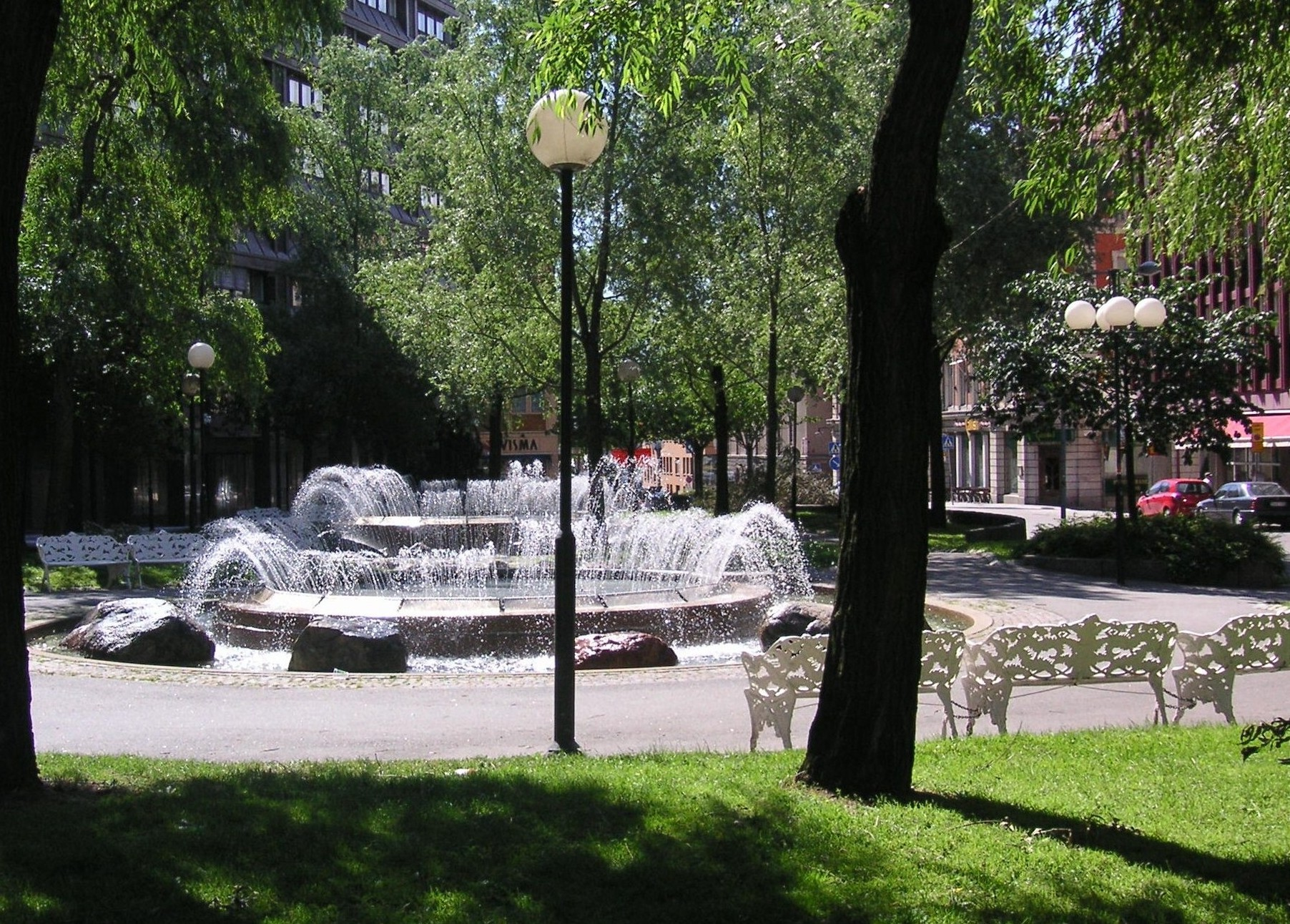
Brunkebergstorg mot söder, 2008
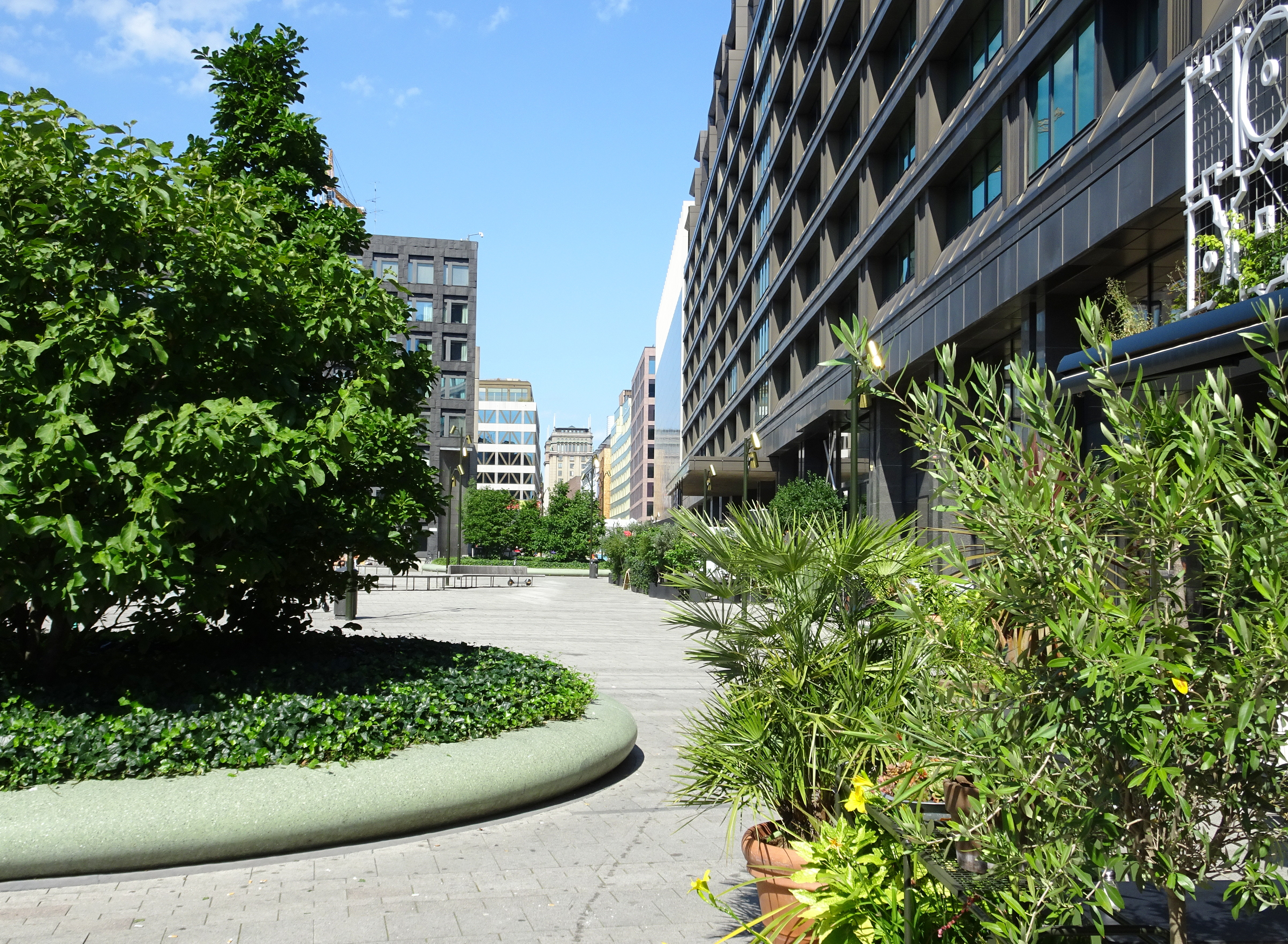
Brunkebergstorg mot norr, 2020
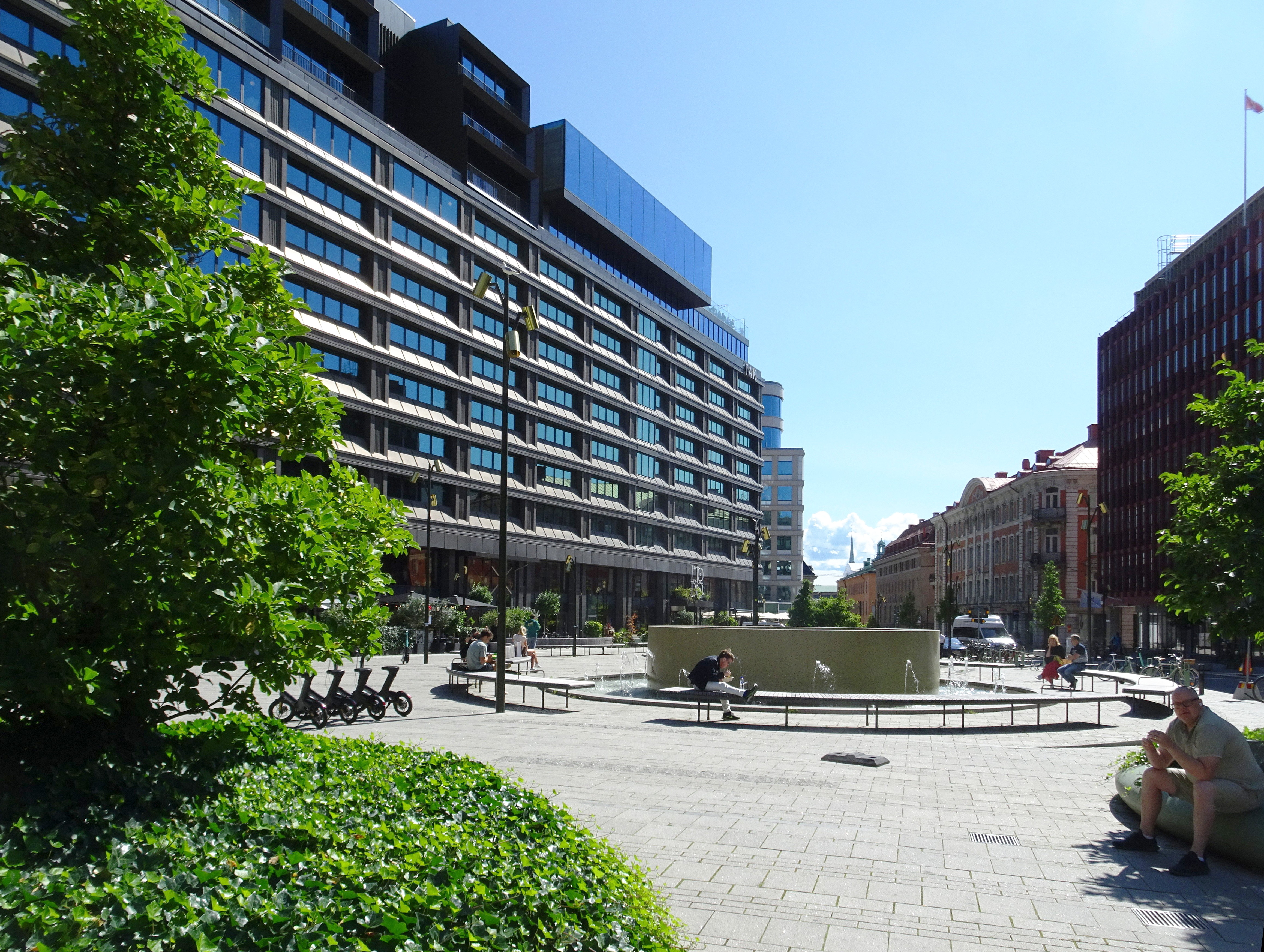
Brunkebergstorg mot söder, 2020

## Kvarter runt torget
- Kvarteret Brunkhalsen
- Kvarteret Trollhättan
- Kvarteret Wahrenberg